# Marr (Yorkshire du Sud)
Pour les articles homonymes, voir Marr.

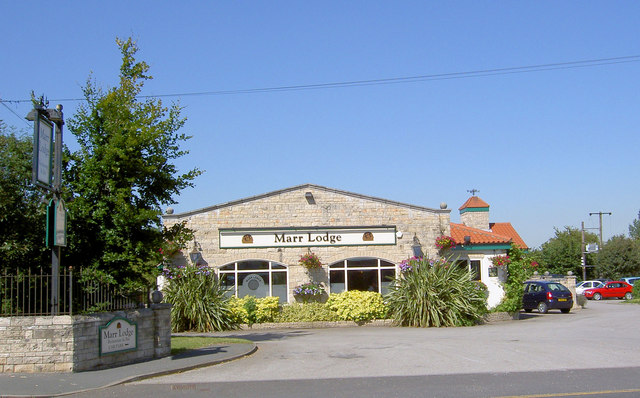
Marr Lodge. Restaurant et pub familial.

Marr est un village et une paroisse civile du Yorkshire du Sud, en Angleterre.